# Natalia Cordova-Buckley
Natalia Cordova-Buckley (Città del Messico, 25 novembre 1982) è un'attrice messicana.

## Biografia
Nata a Città del Messico, capitale del Distretto Federale, Natalia Cordova, nipote del celebre attore messicano Francisco Cordova, che non ha mai potuto conoscere, è stata vittima di bullismo a causa della sua voce sin da bambina ed ha perciò preso le distanze dall'arte teatrale iniziando invece a studiare danza classica in giovane età, aspirando ad una carriera come ballerina e seguendo corsi col co-fondatore del Cuban National Ballet Fernando Alonso finché, nel 1998, a sedici anni, si trasferisce negli Stati Uniti per frequentare la University of North Carolina School of the Arts appassionandosi di recitazione e decidendo di diventare un'attrice.
Dieci anni dopo inizia a comparire come guest star in serie televisive quali Terminales e Los simuladores nonché in varie produzioni cinematografiche e televisive messicane. Nel 2010 Cordova prende parte per la prima volta ad un lungometraggio statunitense recitando in un ruolo minore nel film di Niki Caro McFarland, USA, con Kevin Costner.
Nel 2016 ottiene il ruolo di Yo-Yo Rodriguez nella serie ABC del Marvel Cinematic Universe Agents of S.H.I.E.L.D., comparendo anche come protagonista della webserie spin-off, Slingshot (prodotta in contemporanea alla quarta stagione dello show) e venendo successivamente promossa a membro del cast regolare.
Contemporaneamente compare in due episodi della serie A&E Network Bates Motel e dà la voce al personaggio di Frida Kahlo nel film d'animazione Disney • Pixar Coco.

## Vita privata
Cordova è atea, naturalista e, nel tempo libero, compone poesie. L'11 novembre 2011 ha sposato il musicista Brian Buckley e dal 2014 ha aggiunto al suo cognome quello del marito.

## Filmografia

### Attrice

#### Cinema
- Sucedió en un día, regia di Mariana Chenillo e Daniel Gruener (2010)
- Lluvia de Luna, regia di Marisa Sistach (2011)
- Ella y el Candidato, regia di Roberto Girault (2011)
- Ventanas al mar, regia di Jesús Mario Lozano (2012)
- Flight, regia di Sarah Louise Wilson – cortometraggio (2012)
- Yerbamala, regia di Javier Solar (2014)
- McFarland, USA, regia di Niki Caro (2015)
- Vámonos, regia di Marvin Bryan Lemus – cortometraggio (2015)
- Icebox, regia di Daniel Sawka – cortometraggio (2016)
- Welcome Back, regia di Matias Nilsson – cortometraggio (2017)
- Destroyer, regia di Karyn Kusama (2018)

#### Televisione
- Terminales – serie TV, 2 episodi (2008)
- Los simuladores – serie TV, 6 episodi (2008-2009)
- Los Minondo – serie TV, 10 episodi (2010)
- Bienes raíces – serie TV, 4 episodi (2011)
- Agents of S.H.I.E.L.D. – serie TV, 62 episodi (2016-2020)
- Bates Motel – serie TV, 2 episodi (2017)
- Coyote – serie TV, 3 episodi (2021)
- Mayans M.C. - serie TV, 4 episodi (2021)
- Winning Time - L'ascesa della dinastia dei Lakers (Winning Time: The Rise of the Lakers Dynasty) - serie TV, episodio 1x08 (2022)
- The Mosquito Coast - serie TV, 9 episodi (2022-2023)

#### Webserie
- Agents of S.H.I.E.L.D.: Slingshot – 6 episodi (2016)

### Doppiatrice
- Coco, regia di Lee Unkrich e Adrian Molina (2017)

## Doppiatrici italiane
Nelle versioni in italiano delle opere in cui ha recitato, Natalia Cordova-Buckley è stata doppiata da:
- Irma Carolina Di Monte in Agents of S.H.I.E.L.D.
- Claudia Razzi in Mayans M.C.